# 小查尔斯·雅各比
小查尔斯·雅各比（1954年6月19日—），退役美国陆军上将，曾为美国北方司令部（USNORTHCOM）第5任司令，和北美防空防天司令部第22任司令，是首位担任此职的陆军将领，2014年12月5日卸任，并将职位移交给了海军上将威廉·戈特尼。此前，他曾担任联合参谋部J5战略计划政策总监。
雅各比1978年毕业于美国军事学院，即通称的西点军校，雅各比参加过步兵军官初级和高级课程，并进入陆军指挥参谋学院、高级军事研究学校和国家战争学院深造，并曾在密歇根大学获得历史学硕士学位。

## 履历表[3]
1. 1978年12月—1980年10月，北卡罗莱纳州，布拉格堡，第82空降师，第325步兵团，第1营（空降营），C连，步枪排，排长
2. 1980年10月—1981年2月，该营，侦察排，排长
3. 1981年2月—1981年8月，该营，作战参谋，分管航空
4. 1981年9月—1982年8月，该基地，联合特种作战司令部，司令的侍从副官
5. 1982年8月—83年12月，第325步兵团，第1营（空降营），A连，连长
6. 1984年1月—1984年7月，佐治亚州，本宁堡，陆军步兵学校，步兵军官高级课程，学员
7. 1984年8月—1986年5月，密歇根州，安阿伯，密歇根大学，历史系，学生
8. 1986年5月—1989年5月，纽约州，西点，美国陆军学院，历史系，讲师、助理教授
9. 1989年5月—1991年5月，堪萨斯州，萊文沃思堡，陆军指挥参谋学院，学员
10. 1991年6月—1992年1月，夏威夷，斯科菲尔德兵营，第25步兵师，作战副参谋长，作战参谋主管
11. 1992年2月—1993年6月，该师，第1旅，作战参谋
12. 1993年6月—1993年10月，该师，作战副参谋长，外部评估科，科长
13. 1993年10月—1995年10月，北卡罗莱纳州，布拉格堡，第82空降师，第504伞降步兵团，第1营，营长
14. 1995年10月—1996年8月，华盛顿特区，陆军参谋长办公室，管理局，国会活动处，参谋
15. 1996年8月—1997年6月，国家战争学院，学员
16. 1997年6月—1997年10月，华盛顿特区，国防语言学院-华盛顿办公室，西班牙语培训，学员
17. 1997年11月—1999年2月，洪都拉斯，美国南方司令部，布拉沃联合特遣部队，司令
18. 1999年2月—2000年11月，佛罗里达州，迈阿密，美国南方司令部，副总参谋长，后任总司令的执行官
19. 2000年11月—2002年7月，华盛顿特区，联合参谋部，J-5战略规划政策部，分管全球、多边问题、美洲事务的副总监，
20. 2002年7月—2005年6月，夏威夷，斯科菲尔德兵营，第25步兵师（轻型），副师长，分管作战，后分管支援。期间作为第76联合特遣队分管支援的副司令，前往阿富汗参加“持久自由行动”
21. 2005年7月—2007年5月，阿拉斯加，理查德森堡，美国陆军阿拉斯加部队，司令；美国阿拉斯加司令部，副司令
22. 2007年6月—2009年3月，华盛顿特区，刘易斯堡，第1军，司令；刘易斯堡司令
23. 2009年3月—2010年6月，伊拉克，第1军，司令；伊拉克多国军，司令。参加“伊拉克自由行动”
24. 2010年6月—2011年8月，华盛顿特区，联合参谋部，J-5战略规划政策总监
25. 2011年8月至2014年12月，美国北方司令部（USNORTHCOM），司令；北美防空防天司令部（NORAD），司令

## 功奖和徽章
功奖
| | 国防部杰出服役勋章   |
| Bronze oak leaf cluster                                                                               | 陆军杰出服役勋章 2次 |
| Bronze oak leaf cluster · Bronze oak leaf cluster                                                     | 国防部优异服役勋章   |
| | 功绩勋章             |
| Bronze oak leaf cluster                                                                               | 铜星勋章 2次         |
| | 国防部军功奖章       |
| Silver oak leaf cluster                                                                               | 军功奖章 6次         |
| Bronze oak leaf cluster                                                                               | 联合服役嘉奖 2次     |
| Bronze oak leaf cluster · Bronze oak leaf cluster · Bronze oak leaf cluster · Bronze oak leaf cluster | 陆军嘉奖 5次         |
| Bronze oak leaf cluster                                                                               | 陆军成就奖章 2次     |
| Bronze star                                                                                           | 国防服役奖章 2次     |
| | 武装部队远征奖章     |
| Bronze star                                                                                           | 阿富汗参战奖章 2次   |
| Bronze star                                                                                           | 伊拉克参战奖章 2次   |
| | 反恐战争服役奖章     |
| Bronze star                                                                                           | 人道主义服役奖章 2次 |
| | 陆军服役勋表         |
| | 陆军海外服役勋表 7次 |

集体奖励
| Bronze oak leaf cluster · Bronze oak leaf cluster | 联合功绩集体奖章 2次 |
|                                                   | 陆军功绩集体奖章     |
|                                                   | 陆军优秀集体奖       |

国际军功
|  | 美洲国防委员会奖章 |

国外奖励
|  | 未明 |
|  | 未明 |
|  | 未明 |

徽章
|  | 战斗步兵徽章           |
|  | 专家步兵徽章（未佩戴） |
|  | 伞兵徽章特级           |
|  | 空军突击徽章           |
|  | 洪都拉斯伞兵徽章       |
|  | 泰国皇家空降兵徽章     |
|  | 突击队员徽章           |
|  | 美国北方司令部徽章     |
|  | 北美防空防天司令部徽章 |

其他标识
|  | 第82空降师 战斗服役识别章 |
|  | 第325步兵团 识别章        |
|  | 3条 海外服役条            |
|  |                           |
|  |                           |

## 晋衔表
| 标志 | 军衔 | 日期           |
| ---- | ---- | -------------- |
|      | 上将 | 2011年8月3日   |
|      | 中将 | 2007年5月31日  |
|      | 少将 | 2005年11月14日 |
|      | 准将 | 2002年7月1日   |
|      | 上校 | 1998年6月1日   |
|      | 中校 | 1993年7月1日   |
|      | 少校 | 1989年7月1日   |
|      | 上尉 | 1982年1月1日   |
|      | 中尉 | 1980年6月7日   |
|      | 少尉 | 1978年6月7日   |